# Adam Fryderyk Flemming
Adam Fryderyk Flemming (ur. 18 marca 1687 w Dreźnie; zm. 24 października 1744 w Hermsdorf) – szambelan króla Augusta II Mocnego.
Pochodził z rodu Flemmingów. Jego ojciec Heino Heinrich von Flemming wspierał króla Michała Korybuta Wiśniowieckiego w wojnie polsko-tureckiej. Adam Fryderyk od 1708 był związany z Kathariną von Ahlefeld, z którą miał dziewięcioro dzieci. W 1729 ufundował barokowy pałac w Hermsdorf.

## Przypisy

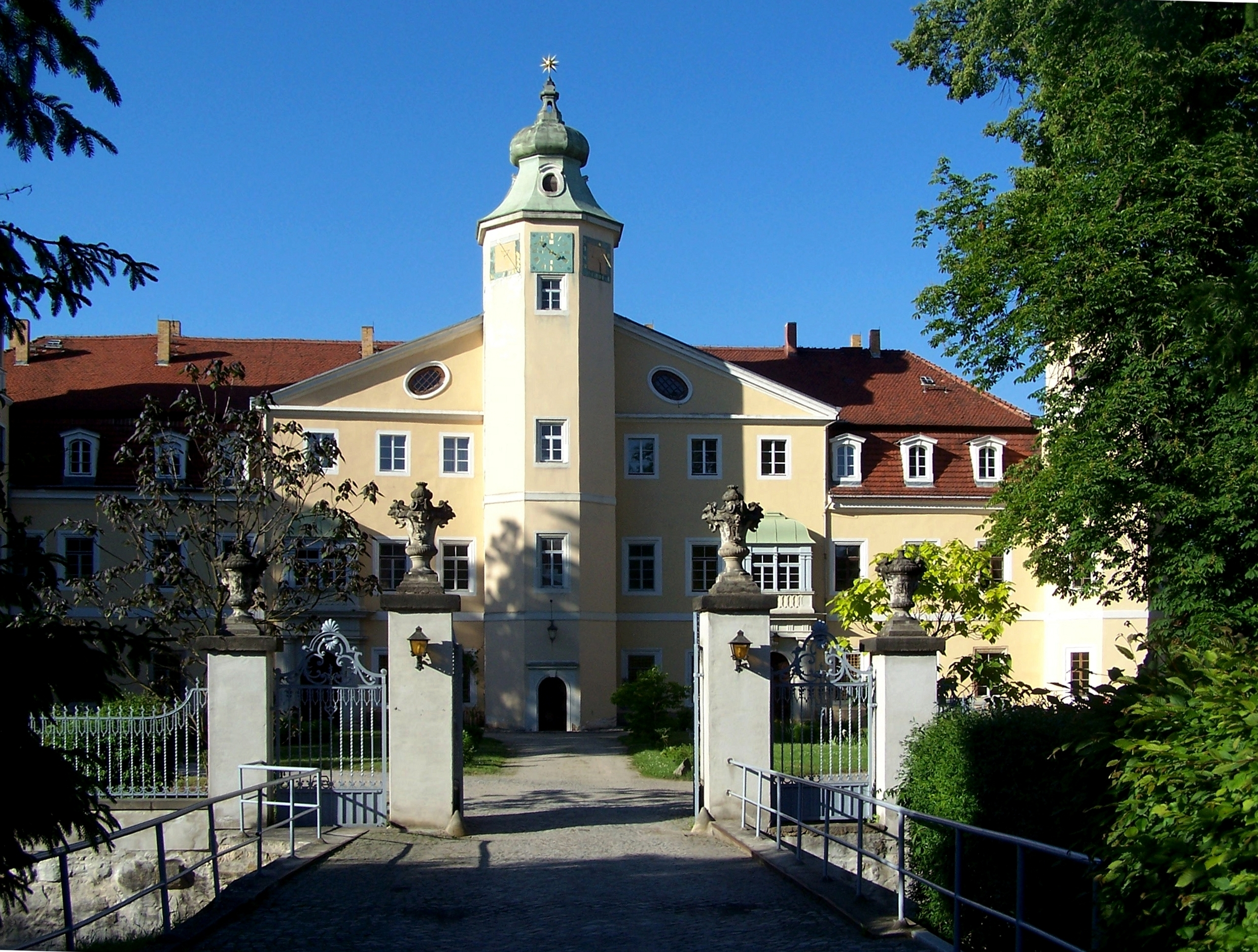
Pałac w Hermsdorf